# Tolvaptan
Le tolvaptan est une molécule inhibant les récepteurs à la vasopressine et utilisé comme médicament dans les hyponatrémies.

## Mode d'action
Il s'agit d'un inhibiteur non protidique des récepteurs à la vasopressine, avec une affinité particulière pour les récepteurs V2. Par ce biais, il augmente la diurèse aqueuse et augmente la concentration sanguine en sodium. 
La prise chronique conserve son efficacité sur la natrémie pendant plusieurs années.

## Pharmacocinétique
La demi-vie est comprise entre 10 et 12 h. La molécule est métabolisée par le cytochrome P450 avec une excrétion urinaire réduite.

## Effets secondaires
Ils sont en rapport avec l'augmentation de la diurèse avec une sécheresse de la bouche, une constipation, une hypotension orthostatique. Rarement, il peut entraîner une hypernatrémie avec déshydratation.

## Indications
Il s'agit essentiellement des hyponatrémies chroniques modérées. Son utilisation n'est pas indiquée dans les hyponatrémies sévères, avec signes neurologiques, son action étant alors trop lente et trop modérée.
La place vis-à-vis des autres traitements de l'hyponatrémie (restriction hydrique, régime plus salé) reste discuté. 
Dans l'insuffisance cardiaque congestive, il améliore le syndrome œdémateux mais reste en cours de test dans cette indication.
Dans la polykystose rénale type dominant, le tolvaptan semble ralentir l'évolution de la maladie.

## Stéréochimie
Le tolvaptan ayant un atome de carbone asymétrique est un racémique, c'est-à-dire un mélange 1: 1 des deux énantiomères suivants :
| Énantiomères de Tolvaptan | Énantiomères de Tolvaptan |
| ------------------------- | ------------------------- |
| CAS-nombre: 331947-66-1   | CAS-ombre: 331947-44-5    |